# Giovanni Battista Malaspina
Giovanni Battista Malaspina (1589–1655) foi um prelado católico romano que serviu como bispo de Massa Marittima (1629–1655).

## Biografia
Giovanni Battista Malaspina nasceu em 1589. No dia 13 de dezembro de 1629, foi nomeado durante o papado de Urbano VIII como Bispo de Massa Marittima. A 13 de dezembro de 1629, foi consagrado bispo por Carlo Emmanuele Pio di Savoia, cardeal-bispo de Albano, com Alessandro Filonardi, bispo de Aquino, e Ranuccio Scotti Douglas, bispo de Borgo San Donnino, servindo como co-consagradores. Permaneceu como Bispo de Massa Marittima até à sua morte a 16 de outubro de 1655.